# قالی ایرانی

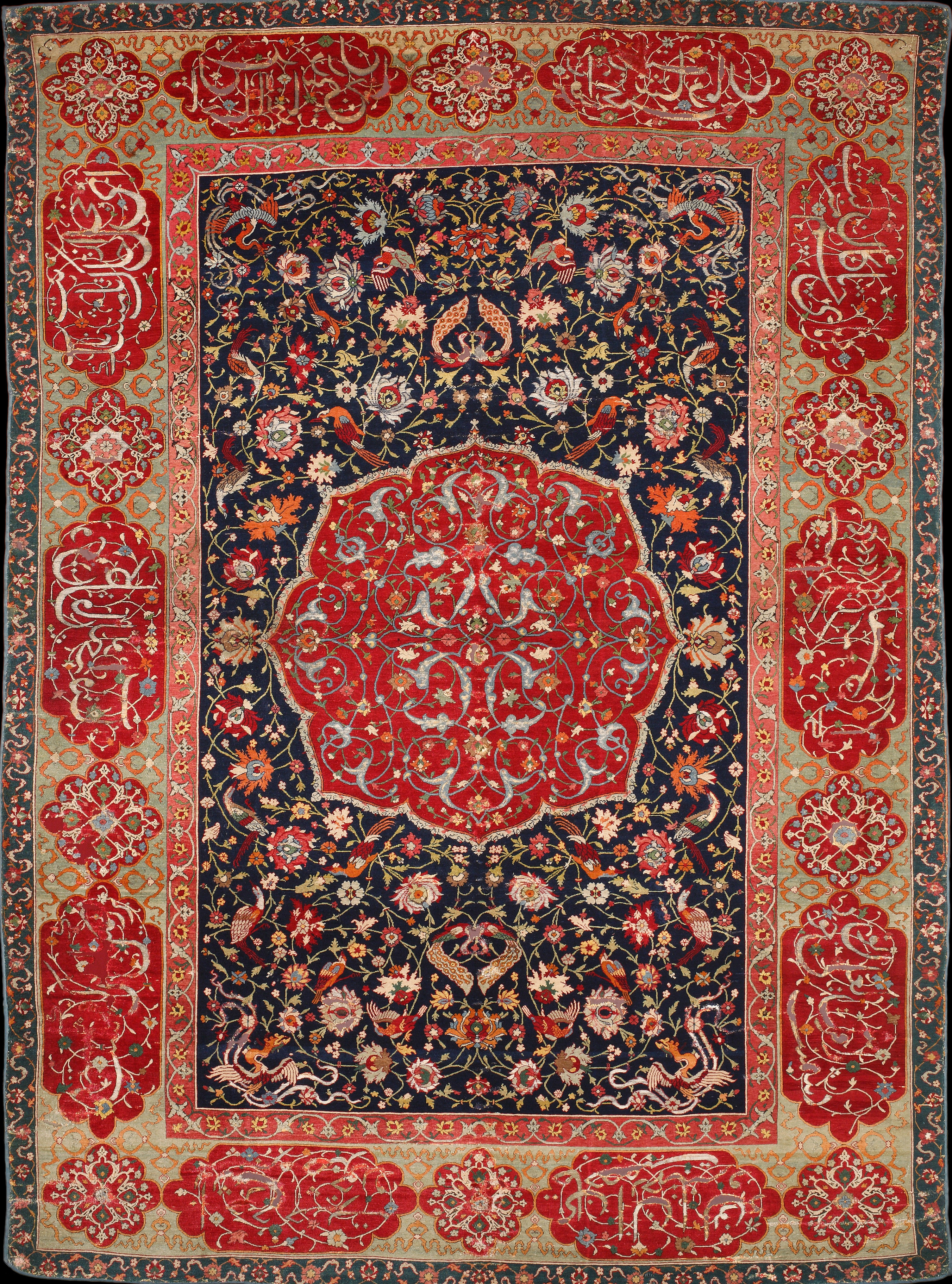
فرش ایرانی بیانگر هنر صفوی (حدود ۱۶۰۰ میلادی). در این فرش خط نستعلیق به کار برده شده است. ابعاد این فرش ۲۲۶ در ۱۶۲ سانتی‌متر می‌باشد.

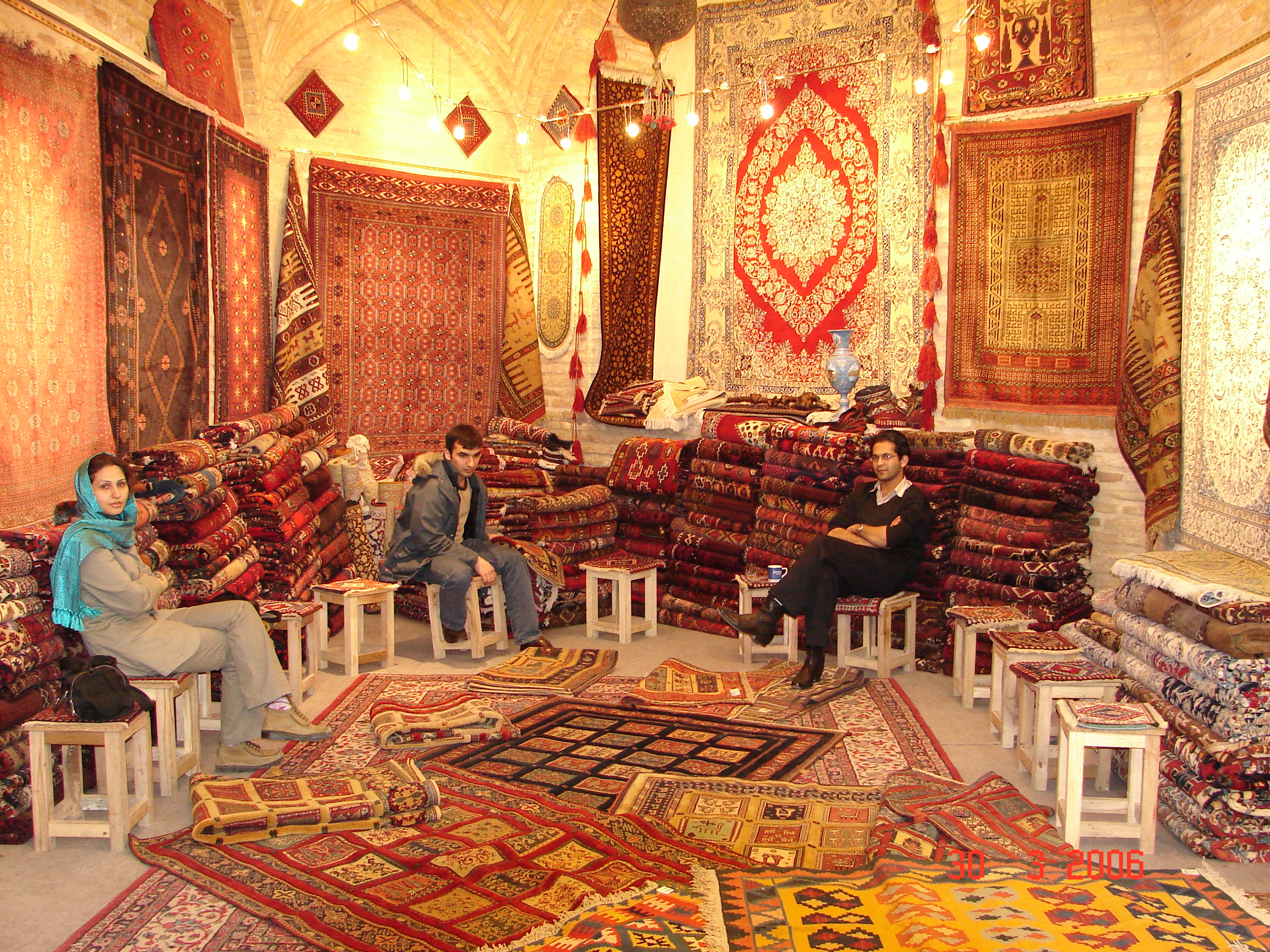
بازار فرش اصفهان

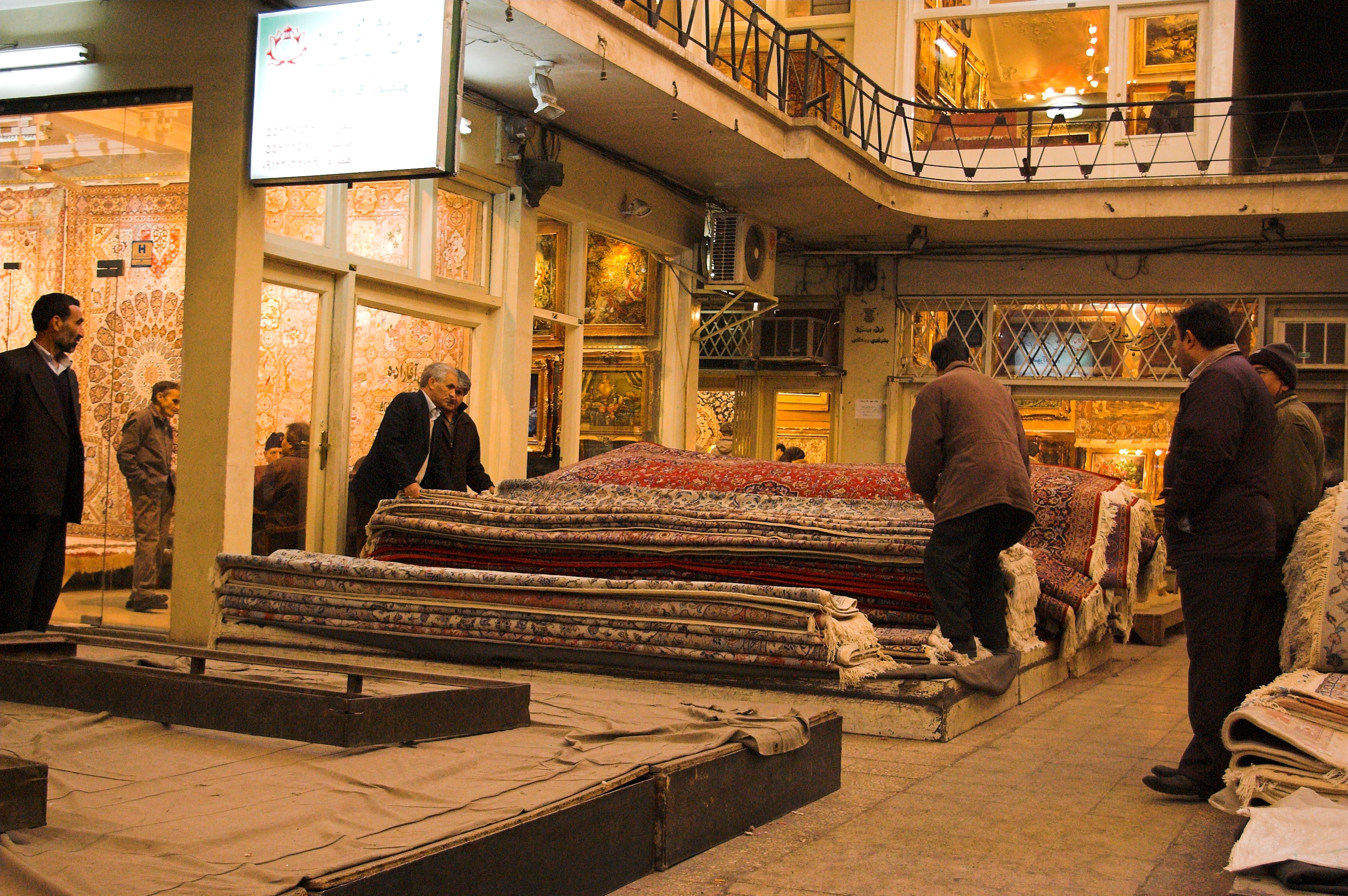
تیم‌چه فرش‌فروشان بازار بزرگ تهران.

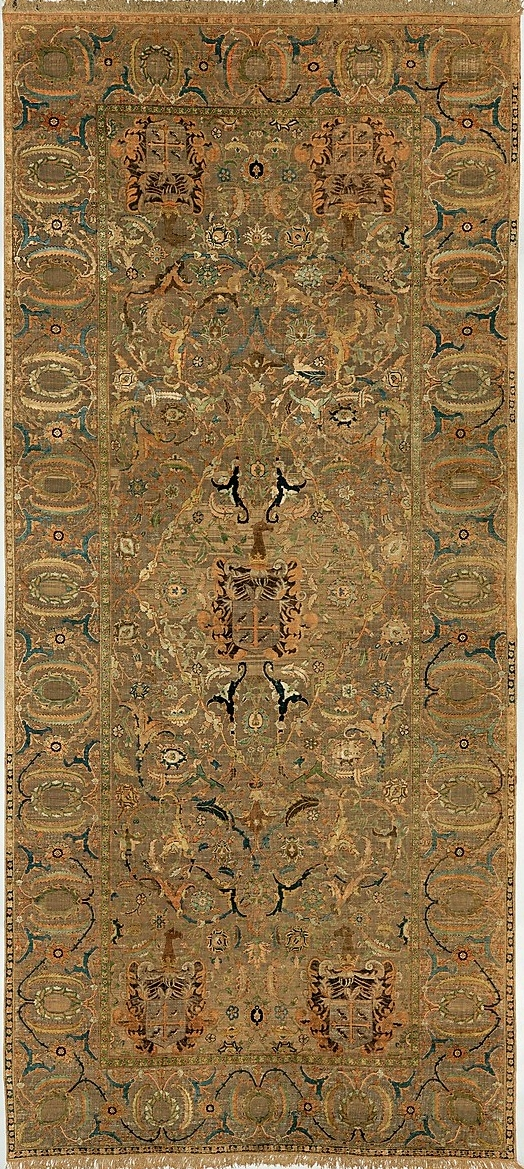
فرش اصفهانی ساخته شده از پنبه ابریشم و فلز متعلق به سده هجدهم میلادی

قالی ایرانی، فرش ایرانی یا فرش پارسی(انگلیسی:Persian Carpet)از دیرباز شناخته شده و مورد استفاده بوده، سند آن نیز گزنفون تاریخ‌نگار یونانی در کتاب سیرت کوروش، در بین سال‌های ۴۳۰ تا ۳۴۵ پیش از میلاد می‌نویسد: «ایرانیان برای این‌که بسترشان نرم باشد قالیچه زیر بستر خود می‌گسترند.»
در زبان پهلوی به هر چیز گستردنی (فرش) ویسترگ می‌گفتند (ویستردن=گستردن).
سالنامهٔ چینی سوئی‌سو در دورهٔ ساسانی از فرش پشمی ایران به عنوان کالای وارداتی به چین نام می‌برد. فرش معروف بهارستان در کاخ تیسفون نیز به خاطر شکوهش بازتاب گسترده‌ای در ادبیات اسلامی داشته است. امروزه فرش‌هایی از این دوره‌ها در موزه‌های بزرگ جهان از جمله موزهٔ هنرهای زیبای بوستون، موزه ویکتوریا و آلبرت لندن، موزهٔ لس آنجلس، موزه هنرهای کاربردی وین، موزهٔ لوور فرانسه، موزه استکهلم و بسیاری از موزه‌های بزرگ جهان نگهداری می‌شوند.
اگرچه برخی قصد دارند تاریخ فرش‌بافی را به هنر ترک و قبایل آسیای مرکزی مرتبط نمایند، اما با کشف فرش پازیریک که قدیمی‌ترین نمونهٔ قالی جهان که تاکنون یافته شده است، با نقوش اصیل هخامنشی است که در گور یخ‌زدهٔ یکی از فرمانروایان سکایی در درهٔ پازیریک در ۸۰ کیلومتری مغولستان بیرونی پیدا شده این ادعا را باطل می‌کند. سیروس پرهام با رد این ادعا بیان می‌دارد:
در آثار نقاشان اروپای قرن پانزدهم مسیحی هرچه فرش بود از آناتولی و قفقاز بود و نمونه‌های بازمانده از فرشبافی سده‌های سیزدهم و چهاردهم مسیحی نیز از قفقاز و آسیای صغیر و هیچ نمونهٔ ماقبل صفوی که به تحقیق بافت ایران باشد، در دست نبود. در آن زمان هنوز قالی پازیریک نیز کشف نشده بود و تصور می‌رفت که قالیبافی دارای عمری هزار ساله و رواج آن درایران نیز مرهون شاهان صفوی است.— سیروس پرهام
پژوهشگران قالی پازیریک را از دست‌بافت‌های پارت‌ها یا مادها و مربوط به دوره هخامنشی می‌دانند. هم‌اکنون ۴۰ درصد صادرات قالی ایرانی از طریق استان آذربایجان شرقی صورت می‌گیرد.
دوره صفویان دوران پیشرفت چشمگیر در زمینه هنر بود. فرش‌ها و پارچه‌های زیبایی با رنگ‌های غنی و طرح‌های شگفت‌انگیز ساخته می‌شدند.

## مزیت نسبی ایران در تولید و صادرات فرش دستبافت
یکی از پدیده‌های قابل توجه در سال‌های اخیر روند رو به رشد جهانی شدن است؛ ایران نیز به منظور گسترش صادرات غیرنفتی و حضور در بازارهای جهانی درصدد پیوستن به سازمان تجارت جهانی (WTO) برآمده و در حال حاضر عضو ناظر این سازمان است. یکی از صنایع مهمی که بدین منظور باید مورد مطالعه قرار گیرد صنعت فرش دستبافت است. شاخص توان رقابت صادراتی فرش دستبافت ۶۵ رج ابریشمی اصفهان برابر با ۸۸/۰ است و بیانگر این است که فرش دستبافت ۶۵ رج ابریشمی استان اصفهان در شرایط فعلی در بازارهای جهانی دارای توان رقابت است. شاخص مزیت نسبی نیز بر اساس هزینه واحد که همان مزیت رقابتی واقعی در شرایط رقابت آزاد شرایط بعد از پیوستن ایران به (WTO) است، برابر با ۷۹/۰ و نشان دهنده مزیت نسبی این استان در تولید فرش مذکور است.
فرش ایران دارای طرفداران بسیاری در آمریکا می‌باشد. کشورهای آلمان و امارات از دیگر مقصدهای صادراتی ایران هستند.

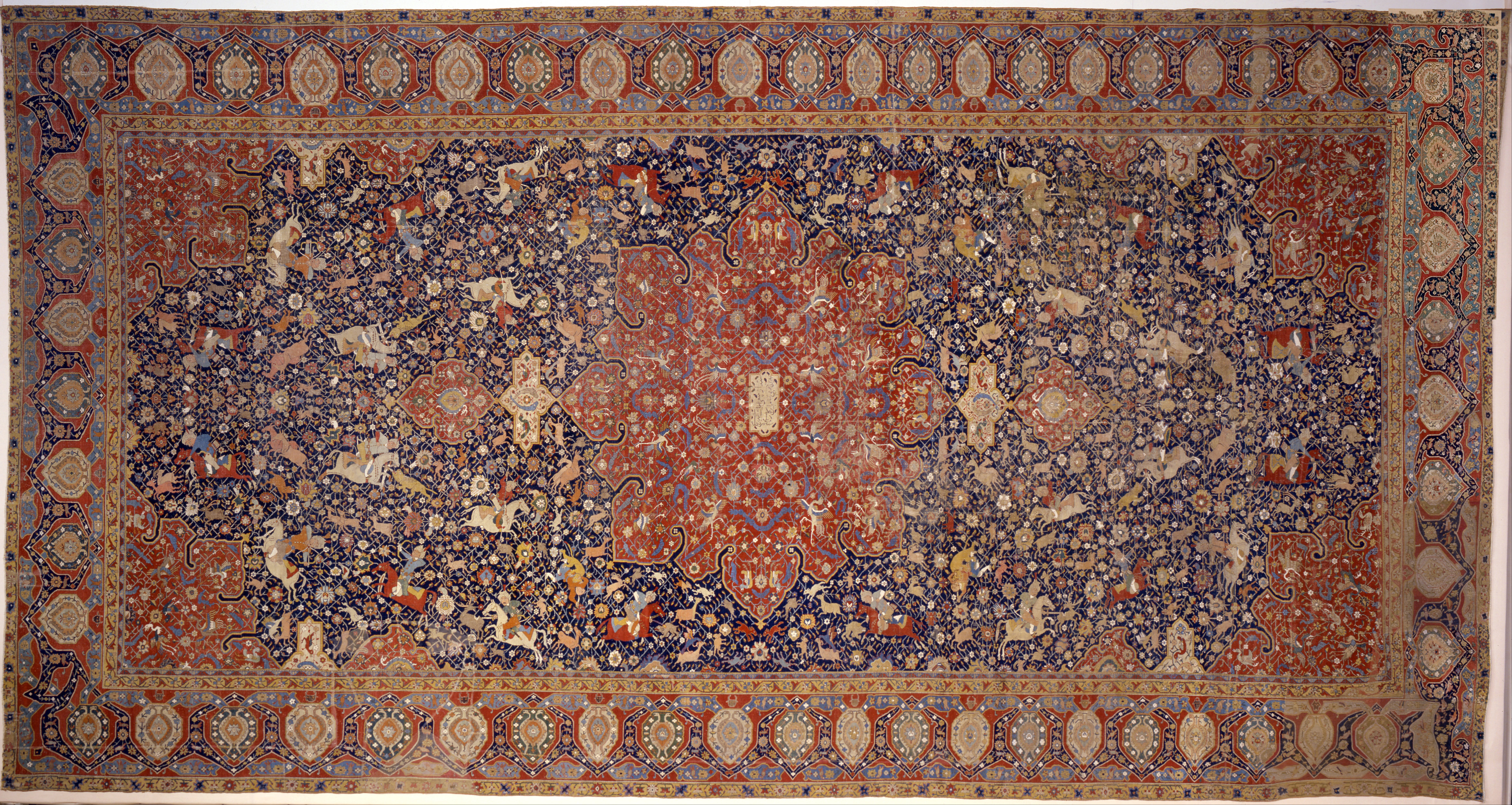
فرش ایرانی متعلق به سال‌های ۱۵۴۲–۱۵۴۳ میلادی که در موزه پولدی پزولی ایتالیا نگهداری می‌شود.

## پیش از اسلام
تاریخ فرش ایران دارای خلأ بسیاری می‌باشد و در زمان حال کمابیش با کمی شواهد در این زمینه مانند مدارک تاریخی و ادبی مستدل یا نقاشی‌های قدیمی اصیل که فرش‌های قدیمی را تجسم می‌کند رو به رویی دارد زیرا قالی‌ها و منسوجات و اشیاء مورد استفاده عمرشان بسیار کوتاه‌تر از مصنوعات هنری دست‌ساز دیگر مانند سفال لعابینه یا فلز است. محققان برای شواهدشان بر منابع اولیه نظیر انجیل و آثار هومر و بسیاری از مؤلفین و نویسندگان دیگر به جهت جبران فقدان شواهد تاریخی مذکور تکیه دارند متأسفانه آن‌ها با اتکا به ترجمه‌های موجود اولیه اغلب به خاطر خطای ترجمه و عدم درک درست گمراه شدند.

## نماد و نشانه‌شناسی در فرش ایران
در هنر قالیبافی ایرانی به مثابهٔ یک هنر آنچه از نظرها دور ماند ارتباط خالق آن با جهان پیرامونی می‌باشد که تجلی آن را به بی واسطه‌ترین و مستقیم‌ترین وجه در آثار مشاهده می‌کنیم. قالی باف ایرانی که از باورهای مذهبی اسطوره‌ای خود در هیچ زمانی سترون نشده تفاوت عمده‌اش با هنرمند غربی در رابطهٔ متافیزیکی با زمین است. قالی باف شرقی و به خصوص بافنده و طراح ایرانی زمین را گستردهٔ معاد و معاش دانسته شاید از همین جهت می‌باشد که در قالی شرقی هر نقش به عنصری نشانه‌گون از جهان بالایی تبدیل می‌گردد شاید به همین دلیل می‌باشد که اندازهٔ نقش‌هایی که او می‌زند به بزرگی نقش‌هایی که خداوندگارش می‌زند می‌باشد بنابراین گسترده و پنهانی قالی و آوردگاهی می‌گردد تا به مدد قوهٔ خلاقه پیرامون خود را محاکات کند و تلفیق ذوق و مشاهده رابر آن جایی بپاشاند که پس برخاک قدم بگذارد ممنوعیت نه چندان مستند به مدرک معتبر نقش حیوان با صورت انسان زدن و بدون آن که خود بخواهد عرصه‌ای را بر هنرمند قالی باف باز می‌کند که او را در گستردهٔ اشکال تجریدی قائم به فیگور جلو می‌برد نقش در قالی ایران هرگز به حوزهٔ‌ها و یه محض نخواهد رسید و در تجریدی‌ترین شکل خود و انتزاعی از ماهیت شکل برای رسیدن به وجود آن است.

## سیمای فرش و فرش‌بافی
فرش ایران و بحث در خصوص تاریخ ان همواره یکی از مسائل مورد علاقهٔ شرق‌شناسان اعم از ایرانی و غیرایرانی بوده اما از آنجایی‌که بیشتر مطالعات انجام گرفته در این باره فاقد بنیاد علمی و به تعبیر دیگر از مبنای صحیح برخوردار نمی‌باشد در اغلب موارد با نتایج سراسر نادرست و حتی مغرضانه همراه بوده علاقه به تحقیق در مورد قالی ایرانی و سوابق تاریخی ان بیشتر از یکصد سال می‌باشدکه
توجه محققان غربی را به خود معطوف کرده است اما از آنجایی که توجه به هنر دیرینهٔ شرق دربسیاری موارد با اهداف
غیر باستان‌شناختی همراه بوده کوشیده‌اند که دربسیاری موارد از جمله تاریخ و تاریخ فرش بافی ایران را سراسر مخدوش کرده و با برخی
تصاویر غلط و استنتاجات شتابزدهٔ آن را به هنر ترک و قبایل آسیای مرکزی مرتبط گردانند که به ان پرداخت خواهیم کرد به گفتهٔ دکتر سیروس پرهام هنرهایی مانند قالی بافی که اختصاص به منطقه خاور نزدیک و خاورمیانه و به ویژه ایران است.
و قفقاز و ترکمنستان و آسیای صغیر و افغانستان داشته است ازهمان اول برای هنرشناسان عربی معمایی آزاردهنده بوده و چون نه به
یونان و روم و تمدن و فرهنگ باختری چسبیده می‌شد و نه به مسیحیت و نه می‌توانسته دستاورد یا دست‌آموز مستعمره‌نشین‌ها باشد اما دیری
نپایید که از برکت /درایت/تنی چند از باستان‌شناسان امپراتوری پروس و راه حل معما کشف گردید و قالیبافی هنر و صنعتی قلمداد گردید و در جوار و در پناه مغرب زمین و مسیحیت رشد کرده است و اعتلا گردید.

## فرش‌های پیش از اسلام
از سال ۱۹۷۶ که هانس ولف نوشت در فنون صنعتی ایران فرش‌بافی اهمیت زیادی دارد و با این حال اطلاعات کلی در چگونگی تکامل اولیهٔ آن در اختیار ماست تا به حال دانسته‌های جدید ناچیزی در دست نیست.
درحقیقت به شواهد و مدارک در مورد انواع منسوجات پیش از اسلام به‌طور بسیار پراکنده است و ضرورت دارد با بررسی این‌گونه منسوجات باقی‌مانده که تابه امروز و آنانی که در آثار هنری و دیگر شواهد و مدارک و جنبه‌های غیرمستقیم بافت منعکس است آن را کامل کرد. برای مثال در این مورد می‌توان نقش‌های باقی‌مانده و شکل‌های خیالی به دست ما آمده از حفاری‌ها را ذکر کرد.
کار در هم تنیده شدن الیاف برای بافت پارچه در ایران متعلق به هزارهٔ پنجم پیش از میلاد است. در دو تابوت سفالی متعلق به دوره‌های دلما که محتوای آن‌ها بقایای جسدهای کودک‌ها بوده است و همین‌طور از کردستان اثرهایی از منسوجات نقش‌دار و قطعه‌های دیگری سالم به‌دست آمده آینهٔ مسی زنگ زدهٔ نوع ایلامی از گوردوم در سیلک واقع در مرکز ایران به‌دست آمده که تاریخ ان حدود سه هزار سال پیش از میلاد است تکه‌هایی که به نظر می‌آید پارچهٔ نخی است و نخ آن به صورت E تابیده شده سالم از زیرخاک به‌دست آمده است و منسوجات دیگری از دوره‌های بعد از هزارهٔ سوم نسبتاً سالم مانده در تپه‌حصار واقع در شمال شرقی ایران دو خنجر مسی و قطعه‌هایی از پارچهٔ سوخته از ساختمان سوخته و با خاک یکسان گردیده‌ای به‌دست آمده و در یک جای دیگر از آن در گوری آثاری از بست لباس و چوب به‌دست آمده است.

## قالی کلاسیک ایرانی و انواع آن
آغاز بافت فرش کلاسیک ایرانی به دودمان صفوی بازمی‌گردد و در شهرهایی نظیر تبریز، راور، اصفهان، کاشان، مشهد، کرمان، جوشقان، یزد، استرآباد، هرات، شیروان، قره باغ و گیلان توسعه پیدا کرد و در همین زمان استفاده از طرح‌های ترنج در وسط قالی و لچک‌ها رایج شد. همچنین صادرات فرش ایرانی درزمان فتحعلی‌شاه و بعد از آن به دست ناصرالدین‌شاه وسعت گرفت و ایران را تبدیل به بزرگ‌ترین صادرکنندهٔ فرش دستباف کرد.
فرش بختیاری: گونه‌ای قالی ایرانی است که در خطهٔ چهارمحال و بختیاری یافت و تولید می‌شده است. در همهٔ شهر و روستاهای این استان فرش‌بافی رایج است این کار از دیرباز به‌صورت سنتی انجام می‌شده و بیشتر توسط زنان و دختران در خانه انجام می‌شود. فرش بختیاری از دیر باز به خاطر نقش، رنگ و همچنین دوام بالا از محبوبیت خاصی برخوردار بوده است.
استان چهارمحال و بختیاری به علت شرایط جغرافیایی خاص خود و قرار گرفتن در منطقه ای کوهستانی و سردسیر، همواره از شرایط مساعدی برای تولید فرش دستباف برخوردار بوده است و تولید فرش نسبت به سایر صنایع دستی از اهمیت بیشتری برخوردار است و قالی عمده‌ترین صنعت دستی استان چهارمحال و بختیاری است که در درجه اول در روستاها، بعد در بین عشایر اسکان یافته و دست آخر در شهرها رواج کامل دارد. قالی از وسایل لوکس زندگی عشایر محسوب می‌شود و نشانگر منزلت و تفاخر آن‌هاست.
مهم‌ترین مناطق قالی‌بافی در استان چهارمحال و بختیاری عبارت‌اند از: چالشتر، سامان، اشگفتک، پیربلوط، ارجنگ، وردنجان، فرخ‌شهر، بروجن، بارده، بلداجی، فرادنبه، هیرگان، باباحیدر، اردل و نواحی تابعهٔ آن، شلمزار
فرش فارس: هنر و صنعت بافندگی فارس در وهله نخست، هنری عشایری و در وهله دوم هنری روستایی است که وابستگی به عشایر دارد. عشایر فارس به‌ویژه قشقایی‌ها و ایل خمسه بیش از دیگر عشایر به این هنر اشتغال دارند و روستائیان که در مسیر این ایل‌ها زندگی می‌کنند نیز به کار تولید فرش فارس و سایر دستبافت‌ها مبادرت می‌کنند.
طرح‌های آن‌ها دارای رنگ‌آمیزی و طراوت خاصی است. البته در سالهای اخیر بافندگان عشایری به بافتن فرش برای فروش و به سلیقه مصرف‌کنندگان روی آورده‌اند. لیکن غالباً همان ذهنی بافی و رنگهای مرسوم پیشینیان خود را ادامه می‌دهند.
این «هنر- صنعت» به‌طور عمده به دست زنان انجام می‌شود. به‌طور کلی تولید دستبافته‌ها از مرحله ابتدایی تا آخرین مرحله به دست زنان صورت می‌گیرد. دار قالی ایل قشقایی مانند سایر عشایر افقی است و بافنده برای بافتن بر روی زمین می‌نشیند. بیشتر دارهای روستایی نیز افقی و گاه عمودی است. علت استفاده عشایر از دار افقی به این دلیل است که با زندگی کوچ نشینی آن‌ها هماهنگی داشته و حمل آن بر پشت چارپایان به سهولت انجام می‌گیرد.
فرش‌های قشقایی معمولاً به طریق «ذهنی بافی» بافته می‌شود. این نقشه‌های ذهنی نوعی بازآفرینی سنتی است که از نسل‌های پیشین به امروزیان رسیده است. بافندگان ایلی همان نقوش را تکرار می‌کنند بدون آنکه از نقشه استفاده کنند. از این رو معمولاً هیچ دو فرشی کاملاً و عیناً شبیه یکدیگر نیست. بافندگان تازه‌کار از سرمشق‌هایی کمک می‌گیرند که «حور» نامیده می‌شود. بافندگان قشقایی این سرمشق‌ها را که یک یک نقشمایه‌ها و نگاره‌های اصلی بر آن بافته شده است. «دستور» می‌گویند. رنگ قالی‌های قشقایی کاملاً به سلیقه و خواست بافنده ارتباط دارد.
فرش هریس: گونه‌ای قالی ایرانی و آذربایجان از صنایع دستی همین خطه است که امروزه و در گذشته تولید می‌شده است. فرش هریس اثر خطوط شکسته و رنگ و طرح فرش هریس، حکایتی ایست از ورای درخشش صدها نقش و نگار چشم نواز، که بی تابانه حکایت عشق را در محراب هنر نجوا می‌کند، و هریس آذربایجان، این گهواره قالی بافی، که در هر گوشه ایی از آن، دل عاشق طراحی یا سر انگشتان بافنده ایی سبب آفرینش هنر زرین می‌شود که چشم و دل هر بیننده ایی را ارضا و عاشق خود می‌کند
این منطقه که در قرن ۱۳ به فرش‌بافی روی آورد، قالی‌های بسیار با کیفیت با بهره‌گیری از مجرب‌ترین قالیبافان که اکثر آنها را زنهای روستایی تشکیل می‌دادند تولید کرد
فرش هریس از رنگ‌های طبیعی و گیاهی با رنگرزی سنتی استفاده می‌کردند و پشم‌های مرغوب در این نوع فرش از گوسفندان محلی به جهت چله کشی استفاده شده است
رنگ قالی‌های هریس به دلیل بافت منطقه در گذشته تیره بوده است مانند: سرمه ای تیره، قرمز روناسی، لاکی، قهوه ای سیر، سبز تیره، مسی و …
برخی از رنگ‌های گیاهی عبارت است از: روناس، پوست پیاز، برای رنگ آبی از نیل کلکته، برای رنگ مشکی از چوب سیاه، برای رنگ زرد از گیاه ذلیر و … که در قالی هریس بکار برده می‌شد.
نقشه فرش هریس از خطوط هندسی و خطوط افقی و عمودی شکسته بهره می‌برد که عده ای بر این باورند این طرح از مناطق کوهستانی در هریس الهام گرفته است، عدهٔ دیگری می‌گویند این طرح به صورت تصادفی به وجود آمده است.

## طرح‌های قالی ایرانی
شرکت فرش ایران، طرح‌های فرش ایران را به ۱۹ گروه اصلی بخش کرده است:
گروه ۱- طرح‌های آثارباستانی و ابنیه اسلامی
این گروه شامل تمام طرح‌هایی است که از نقوش و اشکال تزیینی بناها، عمارات و کاشی‌کاری‌های آن‌ها گرفته شده. طراحان فرش در برخی از طرح‌های اصلی نقوش این بناها بنابر سلیقه خود تغییراتی را انجام داده اما ساختار و تشابه اصلی طرح فرش با طرح اصلی بنا کاملاً حفظ گردیده است. معروف‌ترین طرح‌های این گروه عبارت‌اند از:
گنبد مسجد شیخ لطف‌الله اصفهان، مسجد امام اصفهان، تخت جمشید شیراز، طاق بستان، مسجد جامع اصفهان و غیره
گروه ۲- طرح‌های شاه‌عباسی

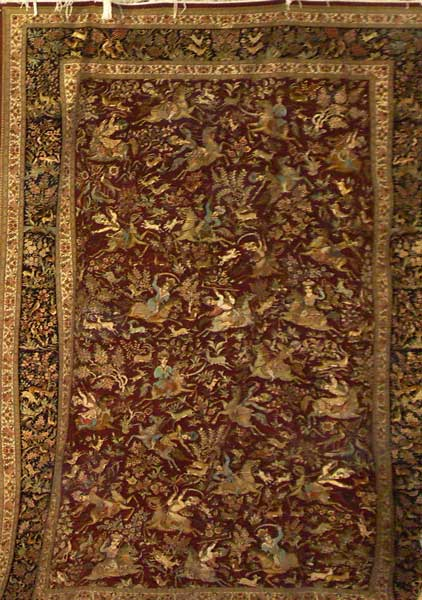
فرش

اساس تمامی طرح‌های شاه عباسی بر مبنای کاربرد گل معروف شاه عباسی در این طرح است. گل‌های شاه عباسی به همراه بندهای ختایی و گاه تلفیقی با اسلیمی‌ها، انواع مختلفی از نقوش فرش را ایجاد می‌کنند. انواع طرح‌های این گروه عبارتند از: شاه عباسی لچک ترنج، شاه عباسی افشان، شاه عباسی درختی، شاه عباسی شیخ صفی، شاه عباسی جانوری، شاه عباسی هفت رنگ و…
گروه ۳- طرح‌های اسلیمی
فرم اصلی این طرح‌ها بر پایه گردش منظم و نقوش اسلیمی است. طرح‌های اسلیمی دارای انواع و اشکال مختلفی است که خود مورد طبقه یندی قرار می‌گیرد. از معروف‌ترین آن می‌توان به اسلیمی دهان اژدها اشاره کرد. انواع دیگر عبارتند از:اسلیمی بندی، اسلیمی افشان، اسلیمی کهکشانی، اسلیمی لچک و ترنج و… اسلیمی انواع بسیار زیاد دارد و معمولاً در بیشتر قالبها این طرح تکرار می‌گردد، اما در بعضی فرشها این طرح مسلط است. معروفترین اسلیمی‌ها، اسلیمی دهن اژدر است.
گروه ۴- طرح‌های اقتباسی
اغلب طرح‌های این گروه شباهت زیادی به طرح‌های فرش مناطق مرزی ایران و کشورهای همسایه دارد، ایرانیان با استفاده از هوش و ذکاوت خود تغییراتی در آن به وجود آورده‌اند. به همین دلیل به طرح‌های اقتباسی معروف‌اند. مانند طرح‌های معروف به قفقازی، طرح‌های اقتباسی گوبلنی.
گروه ۵- طرح‌های افشان
اشکال و اجزا تشکیل دهنده بیشتر طرح‌ها به صورت پیوسته و بدون انقطاع ترسیم می‌شود در حالی که در طرح افشان اجزاء تشکیل دهنده طرح به صورت پراکنده و جدا از هم ولی با فاصله منظم از یکدیگر طراحی می‌گردند. در این طرح همهٔ بند و گل و برگ‌ها در متن فرش به صورت افشان و پراکنده بوده و هیچ‌کدام از گل و برگ‌ها دارای قرینه نمی‌باشند. معروف‌ترین این طرح‌ها عبارتند از: افشان دست گل، افشان شاخه پیچ، افشان اسلیمی، افشان شاه عباسی و گل‌فرنگ.
گروه ۶- طرح‌های واگیره‌ای (بندی)

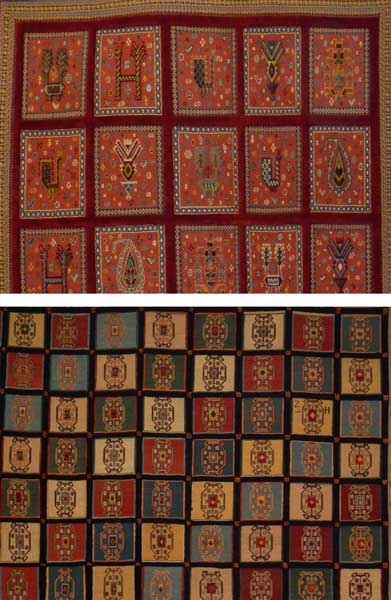
فرش

هنگامی که جزء کوچکی از طرح در متن فرش در جهات طولی و عرضی تکرار شده و به وسیلهٔ گیره به یکدیگر متصل شوند، به طرح بندی نامیده می‌گردد. معروف‌ترین طرح‌ها عبارتند از: بندی اسلیمی، بندی خشتی، بندی ترنج دار، بندی شیر و شکری، بندی شاخه گوزنی، بندی دسته گلی، بندی میناخانی یا ورامین.
گروه ۷- طرح‌های بته‌ای (بته جقه)
از طرح‌های معروف و موفق در طرح قالی، که علاوه بر ایران در هندوستان نیز رواج دارد. اندازهٔ بته‌ها متفاوت است. گاه آنچنان بزرگ است که چند بته برای کل فرش کافی است ولی در بیشتر موارد بته‌ها با اندازه‌های کوچک در ردیف‌های موازی در متن فرش یا در حاشیهٔ قالی دیده می‌شوند. گاهی به سبک شکسته و گاهی به سبک منحنی ترسیم می‌گردند. این طرح‌ها رد فرش همدان، سنندج، کاشان، میمه، سرآبند و قم دیده می‌شوند. معروف‌ترین طرح‌های بته‌ای عبارتند از: بته جقه یا مادر بچه، بته ترمه، بته سرآبندی، بته افشار، بته قلمکار اصفهان، بته کردستانی یا هشت پر، بته خراسان و بته میری.
گروه ۸ - طرح درختی
اشکال درختان و شاخ و برگ و بوته‌ها، عناصر اصلی این طرح هستند. گاه در میان شاخ و برگ درختان، حضور پرندگان، و در پایین طرح حیوانات وحشی در حال چرا و استراحت دیده می‌شود. به این‌گونه طرح‌ها، طرح درختی حیوان دار گویند. اگر در طرح، شکارچیان در حال صید باشند به طرح درختی شکارگاه مرسوم می‌گردد. اگر میانهٔ فرش دارای برکهٔ آب با رنگ فیروزه‌ای باشد، طرح را درختی سبزی کاری یا آب‌نما گوییم. این طرح در بین بافندگان راور، کاشان، اصفهان، تبریز، قم و تهران طرفدار داشته. حال آن‌که تصویر درخت را بسیاری از کشورهای اروپایی به فال نیک می‌گیرند و آن را نشانهٔ تداوم عمر و خوشبختی و سعادت می‌دانند. به صورت درختی ترنج‌دار نیز وجود دارد.
گروه ۹- طرح‌های ترکمن

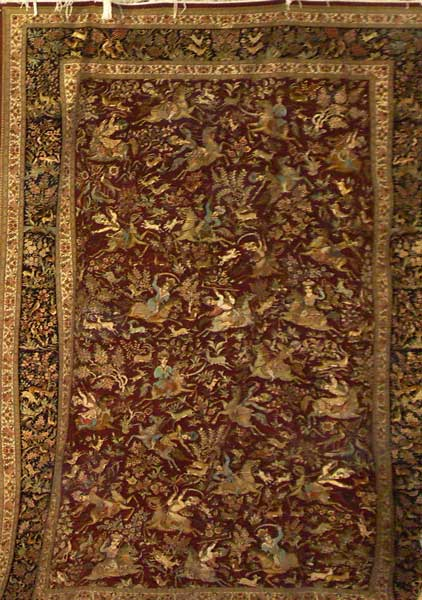
طرح فرش درختی-شکارگاهی

طرح‌های ترکمن در گروه نقوش هندسی قرار دارند و به صورت ذهنی بافته می‌شوند. معروفترین طرح‌های ترکمن در ایران عبارت‌اند از غزال گز، قاشقی، آخال، چهارفصل، و یموت.
گروه ۱۰- طرح‌های شکارگاهی

بنیاد اصلی این طرح‌ها نمایش صحنه‌های شکار و شکارگاه است. به نحوی که در قسمت‌های مختلف طرح یک سوار کار با وسیله‌ای همانند تیر و کمان یا نیزه مشغول شکار آهو یا سایر جانوران است.
گروه ۱۱- طرح‌های گل فرنگ

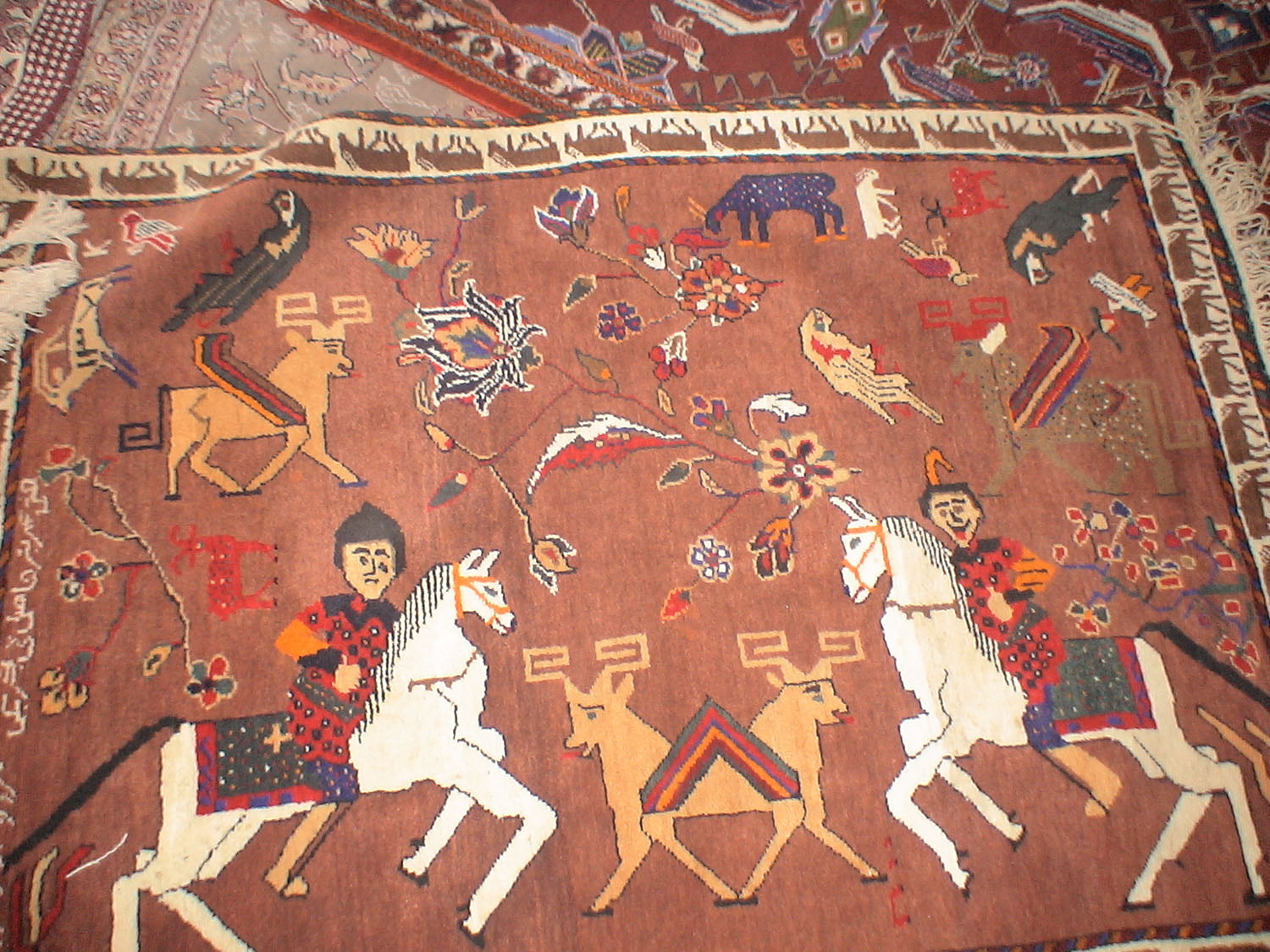
این فرش کاملاً ذهنی بافته شده است اما به نظر می‌رسد که بافنده می‌خواسته طرح شکارگاهی را در طرح فرش پیاده کند

کلیه طرح‌های این گروه بر مبنای گل‌های رنگارنگ چندپر، گلدان‌های فرنگی و گل‌های طبیعی به ویژه گل رز با رنگ‌های بسیار روشن نظیر زرد، آبی و سرخ می‌باشد. انواع طرح‌های گل فرنگ عبارت‌اند از: گل فرنگ بیجار، گل فرنگ دسته‌گلی، گل فرنگ گل و بلبل، لچک و ترنج گل فرنگ، افشان گل فرنگ گل‌فرنگ مستوفی و…
گروه ۱۲ - طرح‌های قابی (خشتی)
متن فرش با اشکال هندسی، مربع و لوزی، شبکه بندی می‌شودو؛ و در داخل هر یک از این خانه‌ها نقش مایه‌هایی از قبیل گلدان گل، بته، شاخهٔ گل، درختانی مانند سرو و بید، پرندگان و … به‌طور مجرد ترسیم می‌گردند. هر خانه از لحاظ شکل و محتوا از خانهٔ مجاور متمایز است، این طرح‌ها را قاب قابی یا قاب خشتی می‌نامند. در این طرح متن قالی دارای چند ضلعی‌های منظم و غیر منظم می‌باشند. از معروف‌ترین طرح‌های آن می‌توان به قاب قرآنی، قاب بختیاری، قاب تصویری، قاب اسلیمی و … اشاره کرد.
گروه ۱۳- طرح‌های گلدانی

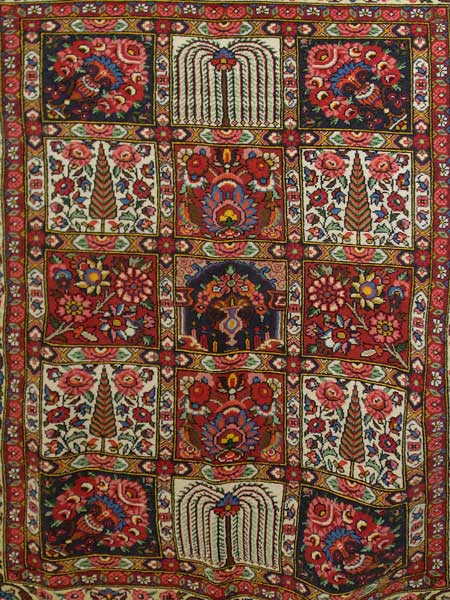
قابی---خشتی

طرحی زیبا و دلپسند، شکل گلدانی مزین به شاخه‌های گل، عنصر اصلی و غالب طرح است. اندازه‌های گاهی بزرگ و واحد گاهی کوچک با ردیف‌هایی موازی تمامی فرش را پوشش می‌دهد. گروه‌های فرعی عبارت‌اند از: گلدانی محرابی، گلدانی ظل السلطان (گل و بلبل)، گلدان حاج خانومی، گلدانی ستونی و گلدان تکراری. این طرح در بین بافندگان شهرهای قم، تبریز، کاشان، آباده، میمه و کردستان مورد توجه است.
گروه ۱۴- طرح ماهی درهم
طرحی اصیل؛ زیبا و کنایه دار. درون مایه تشکیل دهندهٔ آن نقش ماهی را به یاد می‌آورد. طرحی سرچشمه گرفته از شرق ایران که به مرور گسترش یافته و در خراسان، کردستان و اراک مورد توجه است. گروه‌های فرعی عبارتند از: ماهی هراتی، ماهی فراهان، ماهی زنبوری، ماهی کردستان و زیره ماهی.
گروه ۱۵- طرح‌های محرابی
طرح اصلی در این گروه بر مبنای محراب است. مکانی که در مساجد، مکان نمازگزاردن امام جماعت است. در این طرح‌ها معمولاً محراب را با تزییناتی از قبیل قندیل، گلدان و حتی درختچه‌های کوچک می‌پوشانند و گاه دو طرف محراب را با ستون‌های بزرگی که سقف محراب بر روی آن قرار دارد نشان می‌دهند. انواع طرح‌های این گروه عبارت‌اند از: محرابی قندیلی، محرابی گلدانی و محرابی درختی.
گروه ۱۶- طرح‌های محرمات

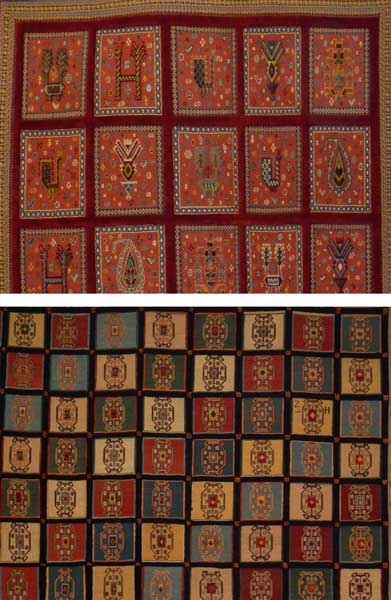
فرش

در این طرح تمامی متن فرش از جهت طولی به ردیف‌های موازی تقسیم گشته و داخل این ردیف‌ها با نگاره‌هایی همچون بته‌جقه، انواع اسلیمی یا ختایی و گل و برگ‌های دیگر تقسیم می‌گردد. در واقع متن فرش به صورت راه راه می‌باشد. محرمات بته جقه‌ای معروف‌ترین طرح این گروه است.
گروه۱۷- طرح‌های هندسی
کلیه نقوش از اشکال هندسی است و با استفاده از خط‌های زاویه‌دار ساخته می‌شوند. مانند: هندسی کف ساده، هندسی جوشقان، هندسی خاتم شیراز، هندسی لچک و ترنج و هندسی قابی.
گروه ۱۸ - طرح‌های ایلی و عشایری
این طرح‌ها عموماً توسط عشایر ایران بافته می‌شوند و اغلب نگاره‌ها و تزئینات طرح برگرفته از ذهن قالی‌بافان است. قرینگی در طرح معنایی ندارد. سادگی و عدم قرینه‌کاری نقوش از عوامل اصلی زیبایی طرح‌های این گروه است.
گروه ۱۹ – طرح‌های تلفیقی
این طرح‌ها به مرور زمان وبا ادغام شدن طرح‌های مختلف به وجود آمده. برخی از طرح‌های تلفیقی به جهت تلفیق زیبا و صحیح نقوش مختلف از جذابیت بالایی برخوردارند. برخی دیگر ناشی از تلفیق نابهنجار چند طرح می‌باشند. گونه‌های مختلفی از طرح‌های تلفیقی را می‌توان نام برد مانند لچک و ترنج تلفیقی، تلفیقی دسته گلی، تلفیقی گل فرنگ، تلفیقی هندسی و…
سیسیل ادواردز در کتاب ارزشمند خود با نام قالی ایران اذعان می‌دارد: آیا نقوش و اشکال طرح‌های قالی ایران هر یک نمایانگر یک نظریه یا نوعی زندگی و وجود است؟ هدف طراحان ایرانی ایجاد لذت به‌وسیلهٔ قرینه‌سازی و زیبایی است. آن‌ها یا طرح‌ها را از زندگی واقعی (طبیعت) الهام گرفته‌اند یا از منابع خارجی استفاده نموده‌اند. در هر یک از این دو حالت باید ارتباط داشتن این اشکال و نقوش را با افکار صوفیانه و عارفانه با احتیاط ذکر کرد. چه بسا این اشکال، شکل‌های ساده شده حیوانات، گیاهان و پرندگان باشد که با گذشت زمان تغییر یافته‌اند. آنچه مسلم است زن قالیباف وقتی پشت دار نشسته، بیشتر از آنچه دیده الهام گرفته می‌اندیشد.

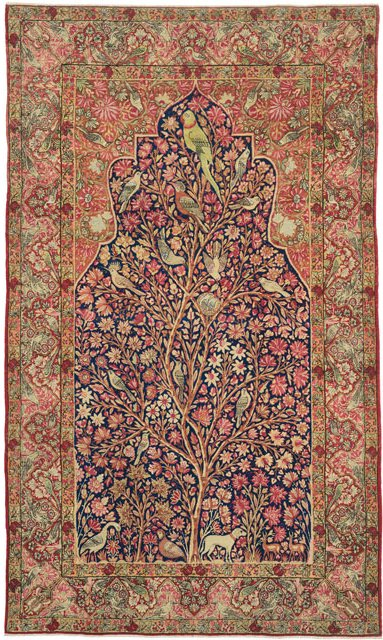
فرش کرمانشاهی با طرح درختی

همچنین به نقل از دکتر پرهام در زمانی که پژوهش در خصوص نمادپردازی مغرب زمین، جایگزین اندیشه‌های رمزی، نمادی و اساطیری مشرق زمین گردیده، نمادهای شرقی به قیاس با مفاهیم نمادی غربی سنجیده شدند. بدین ترتیب نقش مایه بید مجنون نقش مایه‌ای مالامال از غم و اندوه نام گرفت. فرش‌هایی با چنین نقش مایه فرش عزا و نقش بید مجنون بید گریان در نزد غریبان، تلقی گردید. در همین زمان بود که نگاره‌های سه گوش سر و گردن تجدیدیافتهٔ جانوران کلید یونانی و قلاب و نقش‌مایهٔ چهاربازویی میانه ترنج‌های قالیهای فارسی خرچنگ و رتیل نام گرفت.
گروه ۱۹ – طرح‌های معاصر
- فائق احمد[۲۶]
- ندا رضوی‌پور[۲۷]
- ابو شاهی[۲۸]

## بافت

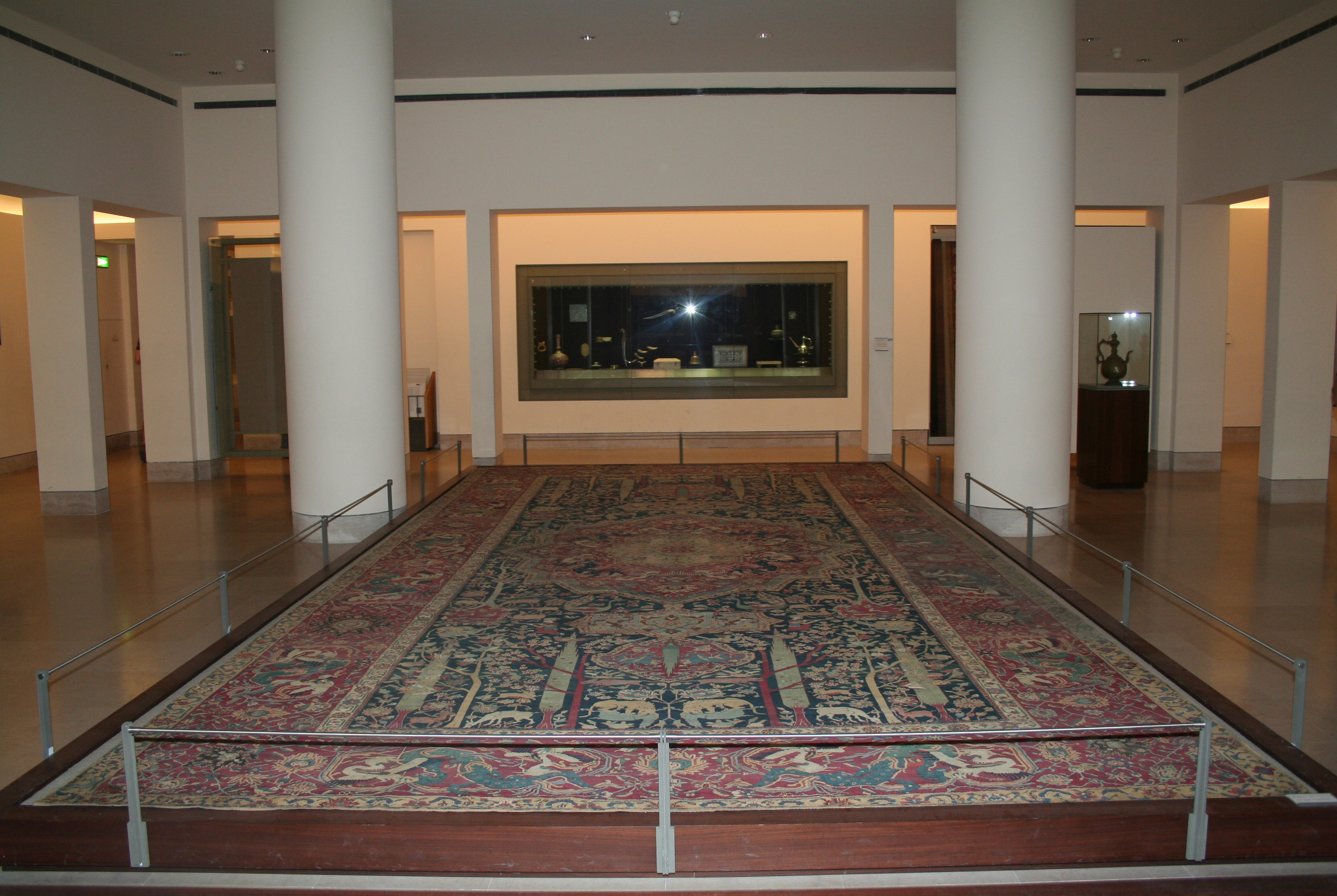
یک فرش ایرانی در موزه لوور در پاریس

بافت الگوی تکرار شده‌ای است که وزن دارد. بافت حتی می‌تواند شامل غلظت و رقت رنگ یا نور باشد. وزن در کار آهنگ حرکت آن است. این ملودی در حجم‌ها و سطوح نیز خود را نشان می‌دهد و حتی می‌توانیم این وزن یا ریتم را به صورت موضوعی در کار داشته باشیم یعنی ارتباطی که بین سوژه‌ها و فضای موضوعی اثر هنری به وجود می‌آید. بر مبنای این الگو، فرش‌ها از حیث ساختار به ساختارهای هندسی، گردان و انتزاعی قابل تقسیم‌اند. به لحاظ شکل و فرم به مدد خطوط انواع نقوش انسانی، گیاهی، جانوری، تلفیقی، اماکن ایجاد می‌شود و از لحاظ بافت که همان وزن و آهنگ کلی کار است در انواع تک موضوعی، خشتی، قاب قابی، محرمات، لچک ترنجی، بندی. اسلیمی قابل تقسیم‌اند.
صرف نظر از این تقسیم‌بندی محتوایی کلیه فرش‌های شاخصی که از نقوش گیاهی و حیوانی در آن استفاده می‌شود عبارتند از:
نقوش گیاهی
درختی؛ افشان؛ گلدانی (فرش سجاده‌ای، فرش محرابی) بوته‌ای؛ لچک ترنج؛ محرمات، گلستان؛ باغی، پالیز، بهشت؛ گل انار و شاه عباسی؛ بندی (مینا خانی و واگیره‌ای)؛ اسلیمی، ختایی؛ گل فرنگ، گل سرخ؛ خشتی، قاب قابی
نقوش حیوانی
شکارگاه، گرفت و گیر؛ ماهی درهم؛ شیری. نگاره‌ها یا ریزنقش‌های مورد استفاده شامل گل‌های هشت‌پر، ۱۲پر، گله‌مرغی، طاووس، بز کوهی، کبک، قوچ، اسب، ماهی. پرنده و… است.

## روش‌های بافت فرش

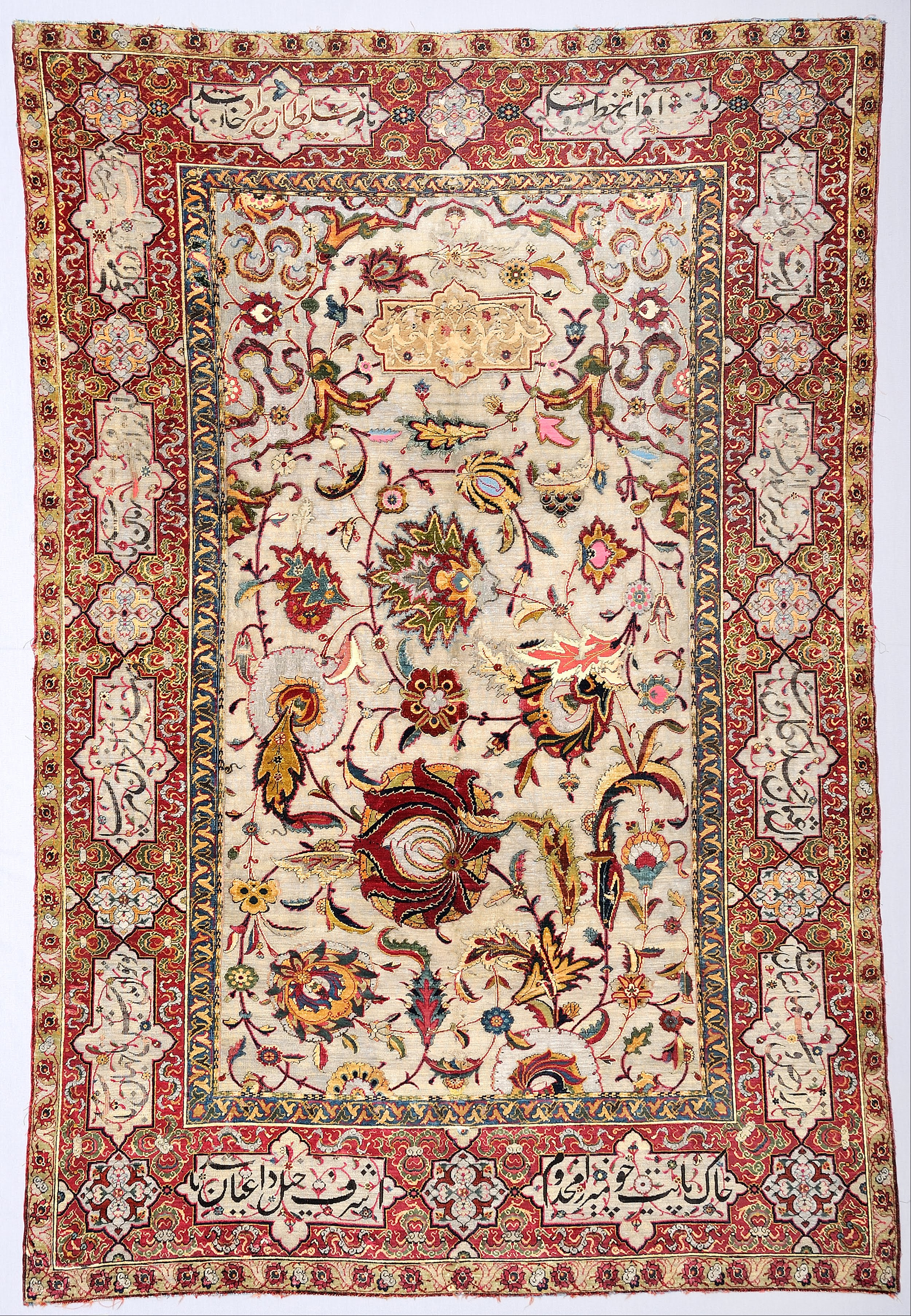
فرش ایرانی متعلق به سدهٔ ۱۶ میلادی، در مالکیت موزه هنر اسلامی در دوحه.

### روش ترکی باف (گره ترکی)
این روش بافت بیشتر در مناطق ترک‌زبان، آذربایجان، زنجان و بخشی از همدان کاربرد بیشتری داشته و در برخی از روایات آن را به ترکان سلجوقی نسبت داده‌اند. گره ترکی به دلیل اینکه با قلاب بافته می‌شود و دارای گره‌های متقارن است دارای کیفیت بهتر، دوام و استواری بیشتری است. در این روش از شانه‌های کوچک استفاده می‌شود و چله‌ها تحت کشش شدیدی هستند.
- از مزایای این روش می‌توان به موارد زیر اشاره کرد:

۱-به کاربردن قلاب که باعث می‌شود ریزترین فرش‌ها را با آن بافت.
۲-متقارن بودن گره‌ها و بسته بودن روی آن‌ها دوام بیشتری را برای فرش‌های ظریف تضمین می‌کند. به دلیل عدم استفاده از کوجی در روش ترکی باف ممکن است در اثر کشش بیش از حد در چله‌ها و پودهای میانی سرکجی ایجاد شود ویا به دلیل عدم توزیع یکنواخت ممکن است هنگام گرداندن فرش، اندکی تراکم چله بهم خورده و چله، دچار کشش، لغزش یا افزایش طول شود. از آنجا که شانه‌های ترکی، وزن و سنگینی شانه‌های فارسی را ندارد بنابراین با کوبیدن مداوم، فشردگی لازم را روی چله تأمین می‌کنند.

### روش فارسی باف (گره فارسی)
این روش عمدتاً در نواحی مرکزی و جنوبی ایران شامل شهرهای راور ،قم، اصفهان، یزد، کرمان و نواحی شمال شرقی ایران شامل خراسان و گرگان و به صورت کلی در مناطق فارسی‌زبان رایج بوده است. با این‌که این روش به دلیل استفاده از دست در بافت لطمه‌های بسیاری بر دست و بدن بافنده وارد می‌سازد، احتمال زیادی داشته که منسوخ گردد ولی بافندگان همچنان از این زوش بهره می‌برند و بخش اعظمی از فرش‌های تولیدی کشور را شامل می‌شود. 

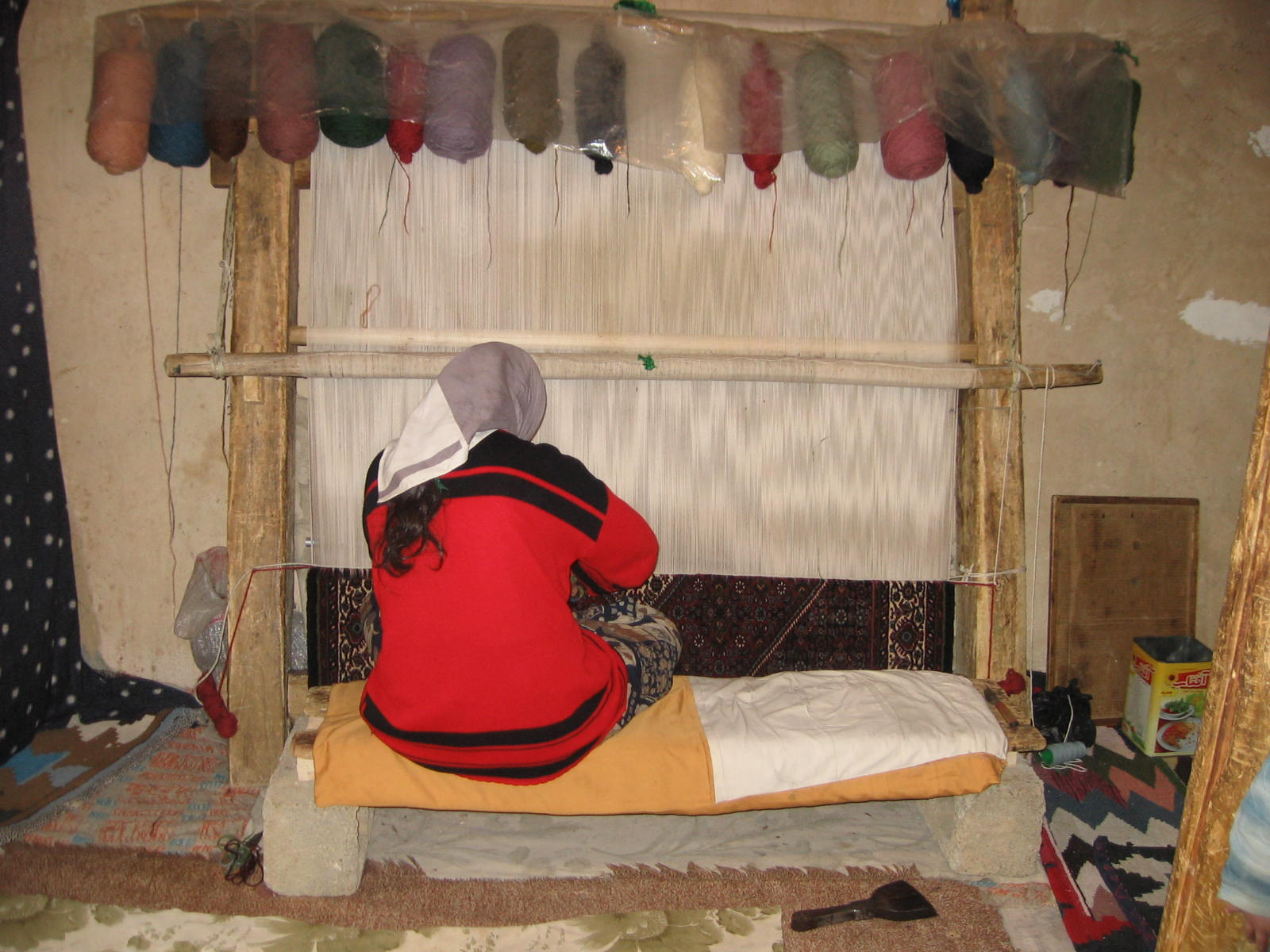
کوجی و هاف در دار

- از مزایای این روش می‌توان به موارد زیر اشاره کرد:

۱-این روش بیشتر برای بافت فرش‌های بزرگ و متوسط کاربرد دارد و به دلیل استفاده از پودهای ضخیم‌تر و چگالی بیشتر دارای استحکام و طول عمر بیشتری است. از بهترین انواع این فرش برای کاربری پوششی، فرش کاشان است که حدود ۳۰–۳۵ گره را شامل می‌شود.
1. در این روش به دلیل بهره‌بری از کوجی، پود زدن آسان‌تر بوده و و راحت‌تر می‌توان کجی و جمع شدگی در کناره‌های فرش را کنترل کرد.
2. سرعت بافت در این روش سریعتر و بالاتر می‌باشد.

- از معایب این روش می‌توان به موارد زیر اشاره کرد:

1. ایجاد ضایعه در دست و بدن بافنده.
2. استفاده از شانه‌های سنگین جهت کوبیدن پود به خصوص در فرش‌های ریز بافت که به ساختمان فرش لطمه وارد می‌گردد.
3. سخت بودن بافت فرش‌های ریز نقش.
4. شل بودن چله‌ها در تمام طول بافت.[۳۰]

### چله کشی
همان‌طور که در بافت پارچه از تار و پود بهره برده می‌شود در قالی بافی نیز اسکلت اصلی، تار و پود است.
تار (چله) نخ‌هایی است که ابتدا به صورت رشته‌های موازی روی دستگاه قالی بافی نصب می‌شود. این عمل را چله کش انجام می‌دهد. پود در هنگام بافت قالی توسط بافنده از لابلای چله‌ها رد شده بنابراین چله کشی یا چله دوانی، سوار کردن، انداختن یا گرداندن تعداد مشخصی نخ روی دار قالی برای قالی بافی است. تمامی این مراحل توسط یک یا دو نفر چله‌کش انجام می‌پذیرد. چله‌کش، نخ‌ها را روی ستون‌های افقی یا بالایی و پایینی که به اصطلاح سردار و زیردار نام دارد، می‌پیچد. چله کش باید به انواع نقشه تسلط داشته باشد و بتواند آن را بخواند.
چله‌کش، حسابگری است که با آگاهی از نقشه فرش، تعداد تارها و نوع آن‌ها و طول و عرض فرش را محاسبه می‌کند؛ و راه‌حل‌های مناسبی را در هنگام بروز مشکلات فنی ارائه می‌دهد.
چله‌کشی بر حسب محل بافت و سنت‌های بافندگی به دو شیوه تقسیم می‌گردد:

#### ۱-چله کشی فارسی
ابتدا نخ‌های چله به دور دو میخ که روی زمین محکم شده‌اند پیچیده شده و سپس به دار منتقل می‌گردد.

#### ۲-چله کشی ترکی
در این روش دو کارگر، یکی در بالا و دیگری در پایین دستگاه قالی بافی نشسته و نخ گلوله شده چله را به دو سمت پرتاب کرده و آن را به‌طور منظم در اطراف میله‌های سردار و زیردار (دور چله) می‌پیچند. این روش با وجود اینکه وقت بیشتری می‌گیرد ولی دقت و نظم بیشتری داشته و نتیجه‌ای رضایت بخش به همراه دارد. پس از پایان کار بر روی نخ‌های چله یک ردیف زنجیره می‌زنند. زنجیره نوعی قلاب‌بافی است که هر بار بر روی چهار نخ انجام می‌گیرد و علاوه بر زیبایی و نظم لبه فرش باعث می‌شود گره‌ها روی چله حرکت نکنند.

### گره‌زنی
گوشت یا قسمت اصلی فرش که با گره‌های زده شده بر روی تارهای قالی ایجاد می‌شود. این گره‌ها رشته‌های کوتاهی از پشم یا ابریشم اند که دور دو تار مقابل پیچیده می‌شوند و گره می‌خورند. بر اساس شکل ظاهری گره‌ها به دو نوع متقارن و نامتقارن تقسیم می‌شود.
گره متقارن
تکه کوتاهی از یک رشته پشم یا ابریشم که به دور یک جفت تار می‌پیچد و از بین آن‌ها بیرون کشیده می‌شود.
نام‌های دیگر این نوع بافت: گره بسته – گره گوردس (ghordes knot).
فرش‌های بافته شده با این گره: ترک بافت.
کاربرد: بیشتر در بیت بافندگان ایلات قشقایی، بختیاری، شاهسون، افشار و کرد.
گره نامتقارن

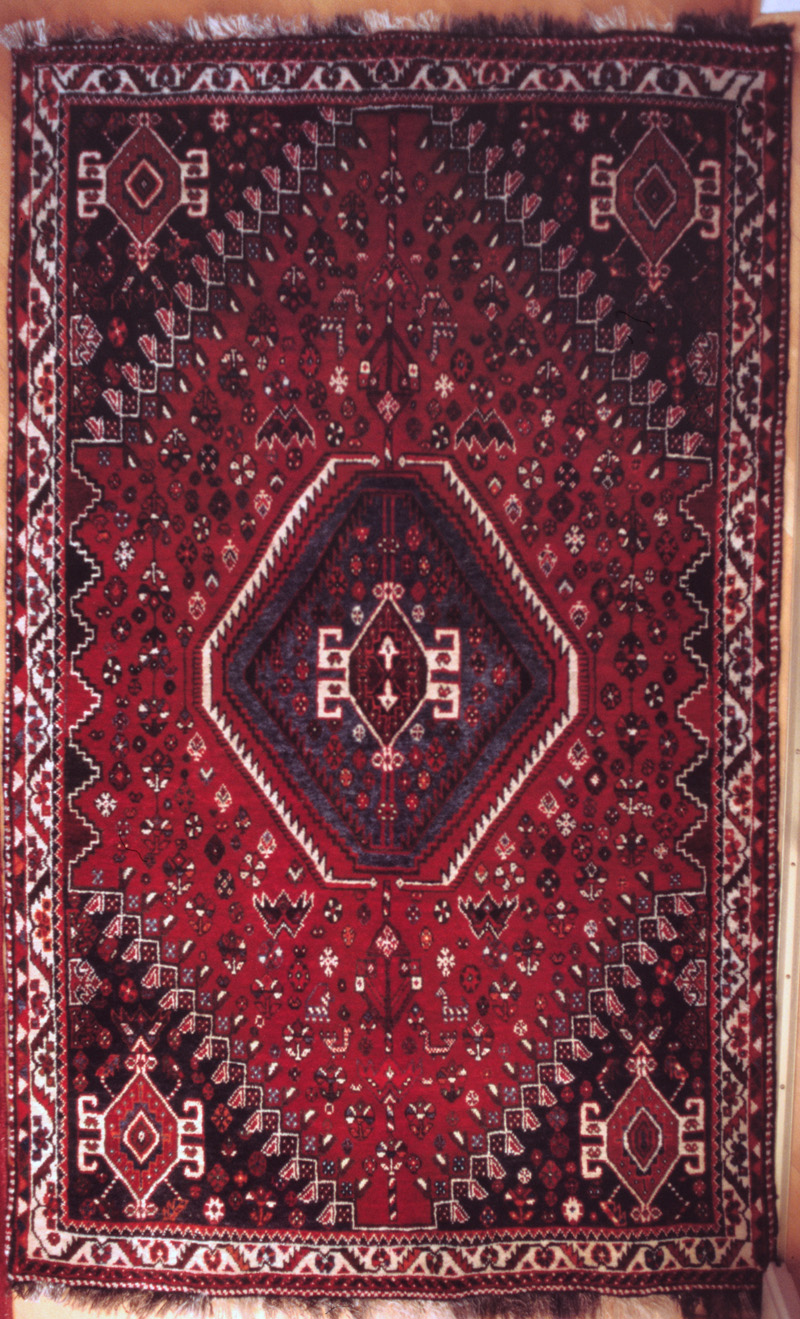
فرش قشقایی

یک رشته پشم یا ابریشم دو تار چله را در بر می‌گیرد به این صورت که این رشته پشم یا ابریشم یک چرخ کامل به دور یک تار و یک نیم چرخ به دور تار دیگر می‌زند.
نام‌های دیگر این نوع بافت: گره باز – گره سنه (senneh knot).
فرش‌های بافته شده با این گره: فارس بافت.
کاربرد: بیشتر در استان‌های شرقی – جنوب شرقی – مرکزی ایران. شهرهای راور کرمان – یزد – اراک – قم – نائین – کاشان – اصفهان و ایلات ترکمن.
تشخیص نوع گره در فرش بافته شده کمی دشوار است. در فرش‌های ریز بافت تشخیص نوع گره با ذره‌بین امکان‌پذیر است. در هر حال برای شناسایی نوع گره باید فرش را در امتداد پودها به طرف پشت آن تا نمود تا بطن آن دیده شود. اگر حلقه گره به وضوح قابل رویت نباشد و پرزها مانند دسته علف در کنار پودها روییده باشند و نخ و پود در میان دو ردیف گره به صورت خطی مستقیم دیده شود از نوع گره فارسی است. اگر حلقه گره در اطراف پرز به وضوح دیده شود و نخ پود به شکل خط دندانه دار باشد، گره از نوع ترکی است.
تعداد گره‌های فرش هرچه در واحد سطح بیشتر باشد مرغوبیت و استحکام قالی زیادتر و طرح و نقشه آن بهتر است.
تعداد گره برحسب نوع فرش در واحد سطح متغیر است. در فرش‌های ده‌بافت و ایلیاتی به‌طور معمول تعداد آن‌ها کمتر و در فرش‌های ظریف شهری اعداد آن‌ها گاهی حدود یک میلیون گره در متر مربع است. هرگاه در هنگام پودگذاری و بافت، به هر دلیلی ضخامت پودها و خامه فرش تغییر نماید یا بافنده عوض شود ویا تراکم چله کم یا زیاد شود، مشکلاتی مانند بالازدگی و پایین‌زدگی پیدا می‌شود یا به عبارتی دیگر ترنج فرش حالت مرکزیت خود را از دست می‌دهد و جابه‌جا می‌شود.
- طبقه‌بندی فرش‌ها از لحاظ تعداد گره در واحد سطح:

۱-فرش‌های درشت بافت: ۳۶۰ تا ۵۰۰ گره در دسی‌متر مربع.
۲-فرش‌های نیمه درشت بافت: ۵۰۰ تا ۱۰۰۰ گره در دسی‌متر مربع.
۳-فرش‌های با بافت متوسط: ۱۰۰۰۰ تا ۲۰۰۰ گره در دسی‌متر مربع.
۴-فرش‌های نیمه ظریف: ۲۰۰۰ تا ۳۲۵۰ گره در دسی‌متر مربع.
۵-فرش‌های ظریف: ۳۲۵۰ تا ۵۰۰۰ گره در دسی‌متر مربع.
۶-فرش‌های فوق‌العاده ظریف: ۵۰۰۰ تا ۱۰۰۰۰ گره در دسی‌متر مربع.
۷-فرش‌های استثنایی با ریشه ابریشم: بیش از ۱۰۰۰۰ گره در دسی‌متر مربع

### پودگذاری و پرداخت فرش
ابتدا یک ردیف از دار را با گره پر کرده و از محکم بودن آن‌ها اطمینان حاصل می‌گردد، سپس بر روی شبکه تارها، عمل پودگذاری انجام می‌پذیرد.
یک رشته نخ را که به پود معروف است از لابه‌لای تارهای فرش عبور داده و بر روی گره‌ها قرار می‌دهند. جنس پود بنابر سلیقهٔ بافنده و نوع فرش می‌تواند از جنس‌های مختلفی مانند: پنبه، پشم یا ابریشم بوده و دارای رنگهای گوناگونی باشد. پودها موجب انسجام و یکپارچه شدن قسمت‌های بافته شده و اتصال گره‌ها در بطن فرش می‌شوند. بعد از گذراندن پودها به وسیله شانهٔ مخصوص روی گره‌ها به سمت پایین چله زده می‌شود و آن‌ها را می‌کوبند تا به صورتی کامل در جسم فرش فرورود. پس از بافته شدن چند ردیف از فرش، به وسیلهٔ قیچی مخصوص سر ریشه‌ها را با دقت تمام به صورت یکنواخت می‌چیند. پس از خاتمهٔ بافت فرش در صورت لزوم، چند سانتی‌متر را گلیم بافی کرده و با چیدن تارها در فاصلهٔ دلخواه فرش را از دار جدا می‌کنند، سپس آن را روی زمین یا استوانهٔ مسطح قرار داده و آن را پرداخت می‌کنند. عملیات پرداخت در برخی شهرها مانند تهران و کرمان به وسیلهٔ ماشین‌های برقی مخصوص انجام می‌گیرد.
چنانچه پرزهای قالی پس از بافت، زیاد از حد کوتاه شوند به‌طوری‌که پرزها در هنگام لمس کردن با دست احساس نشوند به ارزش فرش لطمه وارد گشته و در اصطلاح به آن ته‌خواب یا خواب کوتاه گویند.
سنگ‌زدن عمل دیگری است که گاهی هنگام پرداخت روی فرش انجام میگرد. با این کار فلس‌های الیاف پشم کاملاً صیقلی شده، رنگ‌های اضافی روی الیاف از بین رفته و فرش حالت مخملی و ابریشمی مانند پیدا می‌کند. ”

## رنگ قالی
تا اواسط دوران سلطنت ناصرالدین شاه قاجار، خامه قالی تنها با رنگهای گیاهی رنگ می‌شد. از آن زمان بود که رنگهای صنعتی بی کیفیتی به کشور وارد شد و خامه قالی را با این رنگها که درخشش و جلوه بیشتری داشت رنگ می‌کردند. این قالیها به «قالی جوهری» معروف شدند. اما چون این قالیها به مرور زمان کمرنگ می‌شدند، مشتریان قالیهای ایرانی در خارج اعتراض کردند. کیفیت برخی از این رنگها آن قدر پایین بود که با ریختن آب روی قالی، رنگ آن پخش می‌شد. مظفرالدین شاه قاجار در سال ۱۳۱۷ هجری قمری (۱۲۷۸ خورشیدی) فرمان داد که ورود رنگ صنعتی برای قالی به کشور ممنوع شود. با این حال، رنگ صنعتی همچنان به صورت قاچاق وارد شد و تولید قالی جوهری ادامه یافت. برخی قالیها نیز با مخلوطی از خامه‌هایی بافته می‌شدند که بعضی با رنگ گیاهی و بعضی با رنگ صنعتی رنگ آمیزی شده بودند. در سال ۱۲۸۸ خورشیدی وزارت تجارت صدور قالی جوهری را ممنوع کرد اما با اعتراض صادرکنندگان قالی ناچار به در نظر گرفتن استثنائاتی شد و تنها مالیات قالی جوهری را بیشتر از قالی با رنگ طبیعی قرار داد. در اردیبهشت ۱۳۰۱ مجلس شورای ملی پس از مذاکرات طولانی برای جلوگیری از افت کیفیت قالی صادراتی ایرانی، ورود رنگ صنعتی غیرثابت به کشور را ممنوع و برای قاچاق آن مجازات تعیین کرد و عوارض گمرکی صدور قالیهای جوهری موجود را به صورت تصاعدی بالا برد تا طی چند سال، صدور این قالیها کاملاً متوقف شود.
اهمیت کنترل کیفیت رنگ قالی برای اقتصاد ایران آن قدر زیاد بود که دولت در سال ۱۲۹۴ خورشیدی یک شیمیست اروپایی برای تشخیص رنگ‌های جوهری از رنگ‌های ثابت از اروپا آورد که البته او تنها می‌توانست قالی‌هایی را کنترل کند که به تهران برده می‌شد. برای جبران این کمبود، عده ای از مأموران گمرک نزد این شیمیست مدتی آموزش می‌دیدند و سپس به گذرگاه‌های مرزی صدور قالی فرستاده می‌شدند. گاهی اطلاعات ناقص آنان که به تشخیص غلط می‌انجامید، باعث شکایت تجار می‌شد و در نتیجه، دولت تصمیم گرفت مدرسه رنگرزی در تهران دایر کند. در نخستین دوره این مدرسه، ده مآمور گمرک آموزش دیدند اما سپس تصمیم گرفته شد که در این مدرسه، علاوه بر تشخیص رنگ، شیوه نوین رنگرزی آموزش داده شود. در نتیجه دوره مدرسه دوساله شد و شاگردان آن از میان فرزندان رنگرزهای تهران انتخاب شدند. شاگردان می‌بایستی در دوره تحصیل، از چهار رنگ ثابت گیاهی (روناس و نیل و قرمز دانه و اسپوراک) ۱۷۰ رنگ ثابت تهیه کنند. دولت برای این مدرسه چهار معلم از بلژیک با حقوق سالیانه مجموعاً ۱۸۶۰۰ تومان استخدام کرد و مدیریت مدرسه نیز با همان شیمیستی بود که در آغاز استخدام کرده بود. مجلس شورای ملی در اول مهر ۱۳۰۱ بودجه جداگانه سالیانه ۳۶۰۰ تومان نیز برای این مدرسه تصویب کرد.

## ترنج و لچک در قالی ایرانی
یکی از ویژگی‌های قالی ایرانی وجود لچک و ترنج در آن است به طوری که اگر فرش را یک مستطیل کامل در نظر بگیریم محل تقاطع قطرهای این مستطیل محل قرارگیری ترنج در قالی است و لچک در گوشه این مستطیل قرار دارد.
ترنج‌های استفاده شده در قالی‌ها را گاهی حاصل از تقلید فرش بافان از هنر کتاب آرایی می‌دانند چرا که تا قبل از دوره صفوی هیچ نمونه قالی با طرح ترنج و لچک یافت نمی‌شود.
ترنج‌ها از تقوش اسلیمی و ختایی تشکیل شده‌اند که اکثراً به شکل دایره و بیضی اند ولی در شکل‌های لوزی و… نیز دیده می‌شوند.
گاهی ترنج در فرش را مانند خورشید در آسمان می‌دانند و گاهی نیز از آن به عنوان حوض در میان گلستان یاد می‌کنند.
ترنج‌ها دو دسته کلی دارند
۱_ترنج‌های پیوسته
ترنج‌هایی که علاوه برقرارگیری در کنار یکدیگر به یکدیگر وصل هستند.
۲_ترنج‌های سراسری
تک ترنجی است که اصولاً بخش اعظمی از طرح قالی را تشکیل می‌دهد.
لچک‌ها نیز بر دو نوع کلی اند
لچک پیوسته
اینگونه لچک‌ها طوری ادامه پیدا کرده‌اند که در حاشیه قاب فرش ادامه پیدا می‌کنند و به یکدیگر متصل می‌شوند.
لچک ناپیوسته
اینگونه لچک‌ها با یکدیگر هیچ گونه اتصالی ندارند.

## گونه‌ها
فهرستی از گونه‌های قالی ایرانی که از صنایع دستی همین خطه بوده و در امروز و در گذشته تولید می‌شده است.
- آباده
- آذرشهر
- اراک
- اردبیل
- اردستان
- اصفهان
- افشار
- اهر
- بختیاری
- بروجرد
- بلوچ
- بیجار
- بهمئی
- بیرجند
- تبریز
- ترکمن
- تهران
- جوزان
- جوشقان
- چلابرد
- خوی
- درخش
- راور
- رفسنجان
- سیستان
- زابل
- زنجان
- ساروق
- سراب
- سرابند
- سردرود
- سنندج
- سنگسر
- سنقر و کلیایی
- شاه‌سون
- شهرضا
- شهرکرد
- شیراز
- طرقبه
- فراهان
- فردوس
- قائن
- قره‌داغ
- قزوین
- قم
- کاشان
- کاشمر
- کرمان
- کهگیلویه و بویراحمد
- گرگان
- گناباد
- گنبد کاووس
- لیلیان
- ماکو
- ماهان
- محلات
- مرند
- مزلقان
- مشته دیشموک
- مشک‌آباد
- مشگین‌شهر
- مشهد
- ممسنی
- مود
- نائین
- نیشابور
- هرات
- ورامین
- همدان
- هریس
- یلمه
- یزد

## روز ملی فرش دستباف
پس از پیشنهاد بخش خصوصی و برگزاری جلسه کارگروه بررسی پیشنهادهای نامگذاری روزها و مناسبت‌های خاص در جلسه شورای فرهنگ عمومی کشور، روز ۲۰ خرداد ماه همزمان با روز جهانی صنایع دستی به عنوان روز ملی فرش دستباف به تصویب رسید.